# 제141특수기계화연대
제141특수기계화연대(러시아어: 141-й специальный моторизованный полк, 라틴 문자: 141-y spetsial'nyy motorizovannyy polk), 또는 카디로브츠(러시아어: Кадыровцы, 카디로브의 추종자들의 약자로, 아흐마트 카디로프의 이름에서 유래)로도 알려진 아흐마트 특수 부대는 체첸 공화국의 수장 보호를 담당하는 체첸 공화국의 반군 단체이다. 카디로브츠(Kadyrovtsy)라는 용어는 일반적으로 체첸 공화국 수장 람잔 카디로프의 지휘 아래에 있는 체첸인 무장한 남성들을 가리키는 데 체첸에서 사용된다.
1999년 제2차 체첸 전쟁에서 분리주의 체첸의 최고 지도자이던 아흐마트 카디로프는 친러시아로 변절했고, 그 후 2000년 7월 체첸 대통령으로 임명된 후에는 사실상 국가 경찰의 부대로서 "게릴라 단계"에서 분리주의자와 이슬람 극단주의자와 싸웠다. 카디로프는 2004년 암살당했고, 군대의 지휘권은 그의 아들 람잔 카디로프에게 이어졌다. 2006년, 카디로브츠는 내무부의 기갑 연대인 제141기계화연대로 합법화되었다. 2007년 카디로프가 체첸 대통령에 당선된 후 제141특수기계화연대는 카디로프의 신변 보호 역할을 맡고 있다. 
카디로브츠는 람잔 카디로프의 사적인 군대로 비판받아 왔으며, 납치, 강제 실종, 고문 및 살인과 같은 대규모 인권 침해 행위를 저질렀다는 비난을 받았다. 비평가들은 카디로브츠가 카디로프의 독재적 지배를 공고히 하기 위해 법정 절차를 거치지 않는 처벌을 사용한다고 주장한다. 2000년대 중반까지 체첸의 민간인들 사이에서 가장 두려워하는 조직으로 러시아 연방 군인을 능가했다. 카디로프의 명령에 따라 카디로브츠는 체첸에서 반동성 정비를 실시했으며, 이는 동성애자들을 감금하는 수용소를 운영하는 것을 포함한다. 카디로브츠는 2017년 시리아 내전 및 러시아의 우크라이나 침공과 같은 국제 분쟁에도 개입했다.

## 같이 보기
- 샤비하